# سونی اریکسون اکس‌پریا اکس۱۰ مینی
سونی اریکسون ایکس۱۰مینی (به انگلیسی: Sony Ericsson Xperia X10 Mini)، یک‌نمونه از گوشی‌های تلفن همراه سری ایکس (به انگلیسی: X) شرکت سونی اریکسون می‌باشد که توسط همین شرکت به بازار عرضه شده‌است.